# Argynnis neopaphia
Argynnis neopaphia är en fjärilsart som beskrevs av Hans Fruhstorfer 1907. Argynnis neopaphia ingår i släktet Argynnis och familjen praktfjärilar. Inga underarter finns listade i Catalogue of Life.